# Nootaikok
Na mitologia inuíte, Nootaikok, Nootîttok ou Nutittuq é o espírito dos icebergs. É um espírito bom, que vive na água, vestido de preto e oferece focas quando invocado.